# Жаныс би
Жаныс би (каз. Жаныс би ауылы, до 2006 г. — Жанакурылыс) — село в Иргизском районе Актюбинской области Казахстана. Входит в состав Кызылжарского сельского округа. Код КАТО — 156841200.

## Население
В 1999 году население села составляло 568 человек (299 мужчин и 269 женщин). По данным переписи 2009 года, в селе проживало 607 человек (303 мужчины и 304 женщины).